# Oreophryne oviprotector
Oreophryne oviprotector es una especie de anfibio anuro de la familia Microhylidae.

## Distribución geográfica
Esta especie es endémica del sur de Papúa Nueva Guinea. Habita entre los 40 y 1000 m s. n. m.; posiblemente extendiéndose a Papúa, en Indonesia.

## Publicación original
- Günther, Richards, Bickford & Johnston, 2012 : A new egg-guarding species of Oreophryne (Amphibia, Anura, Microhylidae) from southern Papua New Guinea. Zoosystematics and Evolution, vol. 88, n.º 2, p. 223-230.[3]